# Fractionering (mengsel)
Fractionering, ook wel fractionatie, is een scheidingsproces waarbij een bepaalde hoeveelheid van een mengsel gescheiden wordt in meerdere kleinere hoeveelheden (fracties). Fractionering kan plaatsvinden doordat verschillende componenten van een mengsel verschillende eigenschappen hebben: bijvoorbeeld verschillend soortelijk gewicht (gebruikt bij het centrifugeren van bloed voor de productie van bloedplasma), of verschillend kookpunt (het principe van destillatie, bijvoorbeeld in de olieraffinage). 
Een ander voorbeeld, op basis van verschillend stollingspunt, van fractionering betreft het proces van langzaam afkoelen van een vloeibaar mengsel richting vaste stof, waarbij steeds een volgende component (meestal opnieuw een mengsel) van het mengsel zijn stollingspunt bereikt, waarop deze component kristallen vormt. Deze kristallen kunnen dus achtereenvolgens bij verschillende temperaturen met behulp van filtratie gescheiden worden van de nog niet gestolde (gekristalliseerde) vloeibare componenten van het mengsel. 